# Selachochthonius naledi
Selachochthonius naledi — вид псевдоскорпіонів родини Pseudotyrannochthoniidae. Відкритий у 2022 році.

## Поширення
Ендемік ПАР. Печерний вид. Виявлений у двох печерах: Віла Луїза та Йом Тов, що розташовані на одному пагорбі неподалік міста Крюгерсдорп в провінції Гаутенг.

## Назва
Видовий епітет naledi відноситься до Homo naledi, вимерлого виду людей, виявленого в камері Dinaledi. Ця камера розташована в печері Висхідна зоря, об'єкті Всесвітньої спадщини. Печери, де були знайдені псевдоскорпіони, розташовані на тому ж пагорбі, що й печера Висхідна зоря. Відстань між входом у печеру Висхідна зоря та входом у печери Віла Луїза та Йом Тов становить приблизно 425 та 220 метрів відповідно. Враховуючи систему тріщин, пов'язану з карбонатною породою в цьому районі, цілком імовірно, що псевдоскорпіони здатні поширюватися через невеликі тріщини до інших макропечер на пагорбі, включаючи печеру Висхідної зорі.

## Опис
Selachochthonius naledi відрізняється від інших представників роду наступним поєднанням ознак: відсутність очей або очних плям (S. heterodentatus з чотирма добре розвиненими очима та S. serratidentatus з чотирма маленькими очима); епістом трикутний і сильно зубчастий (S. cavernicola має сплощену верхівку і злегка зубчастий епістом); пальпальна стегнова кістка довжиною 0,65–0,66 мм або в 6,2 рази довша за ширину (в 4,0 рази у S. serratidentatus і S. heterodentatus з довжиною стегнової кістки 1,0 мм); хела в 6,1–6,2 рази довші за ширину (в 3,8 разів у S. serratidentatus і в 5,0 разів у S. heterodentatus).